# Pycnanthus
Pycnanthus es un género de plantas con flor perteneciente a la familia Myristicaceae. Es originaria de África occidental.

## Descripción
Se caracterica por el endospermo ruminado y los nervios terciarios foliares paralelos. Las flores en capítulos confluyentes y apretados.

## Taxonomía
El género fue descrito por Otto Warburg y publicado en Notizblatt des Königlichen botanischen Gartens und Museums zu Berlin 1: 100, en 1895.

#### Etimología
Pycnanthus: nombre genérico que se deriva de la combinación de dos palabras; del vocablo griego πυκνός (pycnós); "denso", y del también vocablo griego ἅνθος (ánthos); "flor densa", en referencia a que las especies del género están densamente floreadas.

## Especies
Comprende 4 especies y 2 subespecies aceptadas:
- Pycnanthus angolensis (Welw.) Warb., 1895
  - Pycnanthus angolensis subsp. angolensis
  - Pycnanthus angolensis subsp. schweinfurthii (Warb.) Verdc., 1997
- Pycnanthus dinklagei Warb., 1897
- Pycnanthus marchalianus Ghesq., 1936
- Pycnanthus microcephalus (Benth.) Stapf, 1895